# Silhouettea aegyptia
Silhouettea aegyptia är en fiskart som först beskrevs av Chabanaud, 1933.  Silhouettea aegyptia ingår i släktet Silhouettea och familjen smörbultsfiskar. IUCN kategoriserar arten globalt som livskraftig. Inga underarter finns listade i Catalogue of Life.